# Roger Penrose
Roger Penrose, född 8 augusti 1931 i Colchester, Essex, är en brittisk matematiker, teoretisk fysiker och populärvetenskaplig författare samt professor emeritus vid Oxfords universitet. Penrose tilldelades nobelpriset i fysik 2020 "för upptäckten att bildandet av svarta hål är en robust förutsägelse av den allmänna relativitetsteorin".

## Biografi
Penrose har gjort många viktiga bidrag inom den matematiska fysiken, särskilt inom relativitetsteori och kosmologi. Han bevisade 1965 tillsammans med Stephen Hawking att relativitetsteorin möjliggör förekomsten av svarta hål, de så kallade singularitetssatserna. Det arbetet ledde till att Penrose tilldelades ena halvan av Nobelpriset i fysik 2020. Den andra halvan delades mellan Andrea Ghez och Reinhard Genzel. 1967 uppfann Penrose twistorteorin, som avbildar geometriska objekt i Minkowskirymden på det 4-dimensionella komplexa rummet med den metriska signaturen (2,2); en teori som han förespråkar framför strängteori som lösning på kvantgravitation. 1969 kom han på kosmisk censurförmodan. Denna idé föreslår att universum skyddar oss från singulariteters inneboende oförutsägbarhet genom att gömma dem bakom en händelsehorisont. Penrose uppfann även spinn-nätverk, ett viktigt verktyg inom loopkvantgravitation, och populariserade penrosediagrammet för att beskriva samband mellan punkter i rumtiden.
Som matematiker är han känd för penrosetessellationen, med vilken två enkla geometriska figurer tessellerar ett plan aperiodiskt. Redan 1955, tre år innan han tog sin doktorsexamen vid Cambridge, upptäckte han pseudoinversen för icke-kvadratiska matriser.

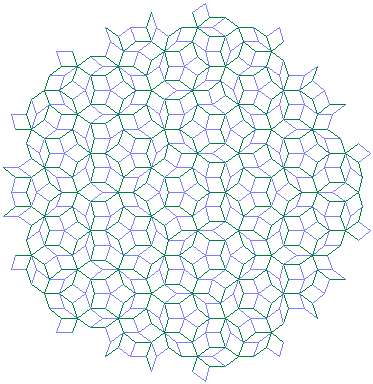
Penrose-tessellation, en 2-dimensionell kvasikristall.

Penrose ligger bakom en kontroversiell teori om det mänskliga medvetandet. I böckerna The Emperor's New Mind (1989) och Shadows of the Mind (1997) argumenterar han med Gödels ofullständighetssats och stopproblemet som grund att den mänskliga tankeförmågan är för avancerad för att vara algoritmisk och att medvetande måste bygga på kvantfysikaliska fenomen. Teorin har kritiserats av bland andra Gerard Edelman, Francisco Varela, David Chalmers och Max Tegmark.
Penrose gav 2004 ut boken The Road to Reality: A Complete Guide to the Laws of the Universe, som på 1100 sidor behandlar de centrala teorierna inom den moderna fysiken.

### Populärvetenskapliga böcker
- The Emperor's New Mind: Concerning Computers, Minds, and The Laws of Physics (1989)
- Shadows of the Mind: A Search for the Missing Science of Consciousness (1994)
- The Nature of Space and Time (med Stephen Hawking) (1996)
- The Large, the Small and the Human Mind (med Abner Shimony, Nancy Cartwright, och Stephen Hawking) (1997)
- White Mars or, The Mind Set Free (med Brian W. Aldiss) (1999)
- The Road to Reality: A Complete Guide to the Laws of the Universe (2004)
- Cycles of Time: An Extraordinary New View of the Universe (2010)
- Fashion, Faith, and Fantasy in the New Physics of the Universe (2016)

### Akademiska böcker
- Techniques of Differential Topology in Relativity (1972)
- Spinors and Space-Time: Volume 1, Two-Spinor Calculus and Relativistic Fields (med Wolfgang Rindler) (1987)
- Spinors and Space-Time: Volume 2, Spinor and Twistor Methods in Space-Time Geometry (med Wolfgang Rindler) (1988)

### Förord till andra böcker
- Beating the Odds: The Life and Times of E. A. Milne (skriven med Meg Weston Smith) (2013)
- Quantum Aspects of Life (av Derek Abbott, Paul C. W. Davies, och Arun K. Pati) (2008)
- Fearful Symmetry (av Anthony Zee) (2007), Roger Penrose förord (på engelska)
- A Computable Universe (av Hector Zenil) (2012)

## Utmärkelser
- 1966 – Adams Prize
- 1971 – Heineman Prize
- 1972 – Fellow of the Royal Society
- 1975 – Eddingtonmedaljen
- 1985 – Royal Societys Royal Medal
- 1988 – Wolfpriset i fysik med Stephen Hawking
- 1989 – Dirac Medal
- 1991 – Naylor Prize and Lectureship
- 2004 – De Morgan-medaljen
- 2008 – Copleymedaljen
- 2020 – Nobelpriset i fysik